# Thivolleo albicervix
Thivolleo albicervix là một loài bướm đêm trong họ Crambidae.